# 恆隆銀行

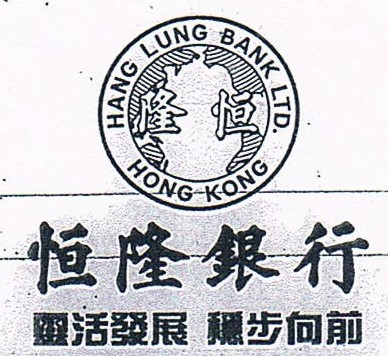
恒隆銀行標誌

恆隆銀行（英文：Hang Lung Bank），是香港一間已被收購的銀行，創立於1965年4月1日，原為關沃池創辦於1935年的“恒隆銀號”，1976年，以福建籍僑商莊榮坤、莊清泉為首的菲律賓統一機構以5,000萬港元代價收購恒隆銀行80％股權，成為該行大股東。恒隆銀行在70年代發展颇快，到80年代初已擁有28間分行，成為一家中等規模的本地銀行。不過該行在80年代初的地產高潮中過度投入，到1983年時已泥足深陷而不能自拔。
1982年9月6日謝利源金鋪倒閉一事，揭開了恆隆銀行擠提事件的序幕。1982年9月7日，銀行曾出現過度擠提，新界的元朗、大埔、粉嶺和上水各區的分行都出現擠提人龍，總行運送三、四千萬現金到該等分行以應付需求，經各方澄清及渣打中銀先後宣佈提供支持後，事件於第二日平息。事後估算該行在兩日内共向各分行注資3.5億港元．而被提走的款項則接近1億港元。
不過，在1983年9月，由於香港前途問題令港元出現危機，加上莊榮坤任董事的大來信貸財務被清盤，引發恆隆銀行再次發生擠提事件。9月27日，恒隆銀行為彌補尚未結算賬戶的凈損額，向其票據結算銀行渣打銀行就一張11.8億港元的支票要求透支5,000萬港元，遭到渣打拒絕。立法局（今立法會）獲悉消息后於當日傍晚6時18分，三讀通過「一九八三恆隆銀行（接收）條例草案」，同意政府正式接管恆隆銀行。這是香港政府首次出面挽救陷於絕境的銀行。
當時的財政司彭勵治在二讀草案時提到，銀行於1983年3月底出現資金短缺的情形，即資金低於法定水平；再者，存款雖然有增加，股東又提供新資金以解燃眉之急，不過，到了同年9月，受港元貶值影響，存款總額仍低於1982年9月初擠提前的水平。1983年9月下旬，恆隆銀行再度出現資金短缺及週轉不靈的情況。他認為，如果政府不出來承擔，恆隆銀行將會無法兌現其1億4800萬元的票據。
1989年10月1日，道亨銀行收購恆隆銀行。1990年，道亨銀行再歸併恆隆銀行，從此恆隆銀行正式結業。2003年，道亨銀行與海外信託銀行及廣安銀行合併，並更名為星展銀行 (香港)。

## 參看
- 香港銀行擠提事件列表
- 星展銀行(香港)有限公司

## 外部連結
- 星展銀行 （页面存档备份，存于）
- 立法局會議過程正式紀錄內關於恆隆銀行一事（1990年1月10日） （页面存档备份，存于）（第482-483頁）